# Umbrina coroides
Umbrina coroides är en fiskart som beskrevs av Cuvier, 1830. Umbrina coroides ingår i släktet Umbrina och familjen havsgösfiskar. Inga underarter finns listade i Catalogue of Life.